# Харамодун
Харамоду́н (бур. Хара модон — «чёрное дерево») — улус в Курумканском районе Бурятии. Входит в сельское поселение «Аргада».

## География
Расположен на левобережье Баргузина, в 14 км юго-западнее центра сельского поселения, улуса Аргада, по восточной стороне автодороги местного значения Усть-Баргузин — Уро — Майский.

## Население
| 2002 | 2010 |
| ---- | ---- |
| 72   | ↗73  |